# Bourj Sporting Club
Il Bourj Sporting Club (in arabo نادي البرج الرياضي‎?), meglio noto come Bourj, è una società calcistica libanese con sede a Burj El Barajneh, Beirut.
Fondato nel 1967, il Bourj vinse una coppa nazionale nel 1993 e una Challenge Cup libanese nel 2019. Soprannominato il "leader del Dahieh", il Bourj fu promosso nella Prima Divisione nel 2019 per la prima volta in 16 anni.

## Palmarès

### Competizioni nazionali
- Coppa del Libano: 1

1992-1993
- Challenge Cup libanese: 1

2019
- Campionato libanese di seconda divisione: 2

2000-2001, 2018-2019
- Campionato libanese di terza divisione: 1

2016-2017

### Altri piazzamenti
- Coppa del Libano:

Semifinalista: 2020-2021

## Tifoseria

### Gemellaggi e rivalità
Fondato come il primo club della zona, il Bourj è considerato il rappresentante di tutte le famiglie della città. In seguito all'introduzione di gruppi ultras in Libano nel 2018, "Ultras Borjawi" (in arabo ألتراس برجاوي‎?) è stato formato all'inizio della stagione della Seconda Divisione libanese 2018-19.
Storicamente, il rivale principale del Bourj è il Shabab Sahel, poiché entrambi lottano per la supremazia sui sobborghi di Dahieh. La partita è stata soprannominata "Derby del Dahieh". Un'altra importante rivalità è con il Shabab Bourj, poiché entrambi hanno sede nel distretto di Burj El Barajneh.